# Prezbiter Kozma

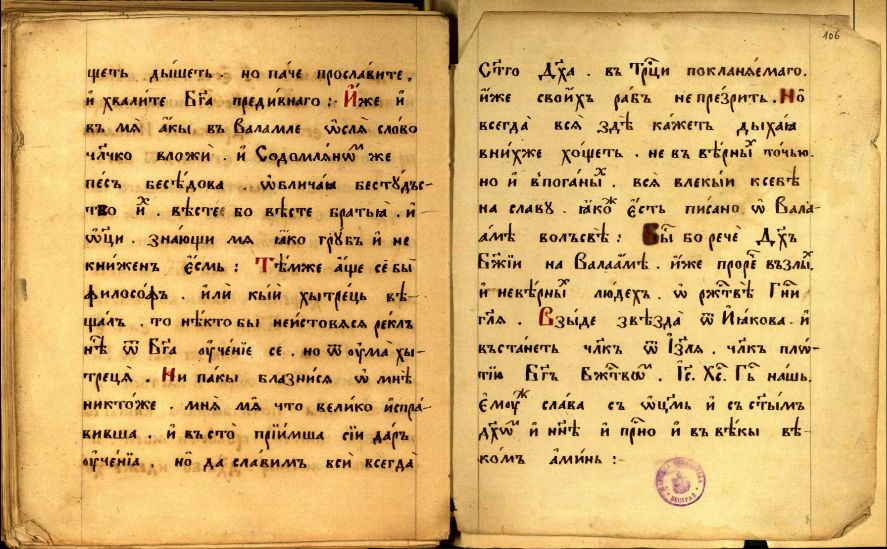
Ostatnia strona dziewiętnastowiecznej kopii traktatu Prezbitera Kozmy (ze zbiorów Biblioteki Narodowej Serbii)

Prezbiter Kozma (bułg. Презвитер Козма) – bułgarski pisarz kościelny, autor skierowanego przeciw bogomiłom traktatu polemicznego Mowa przeciw heretykom, najbogatszego jak dotąd źródła wiedzy o bogomiłach bułgarskich w okresie pierwszego państwa bułgarskiego.
Dzieło Prezbitera Kozmy powstało w II połowie X wieku. Znane jest do dzisiaj z 25 kopii, z których najstarsze cztery pochodzą z końca XV w. Autor wykorzystuje własne doświadczenia z bezpośrednich kontaktów z bogomiłami, by unaocznić metody ich postępowania. Obok sądów wartościujących Kozma zawarł w swym dziele również szczegółowe informacje na temat kosmogonii bogomilskiej. W utworze Kozmy wyeksponowane zostają przede wszystkim te elementy nauki bogomilskiej, które wiążą się z głoszonymi przez nich zasadami moralnej czystości i życia zgodnie z Ewangelią.
Prezbiter Kosma jest jednym z bohaterów dramatu Stefana Canewa Proces przeciw bogomiłom (1969), w którym występuje w roli jednego z oskarżycieli na zwołanym w 1211 roku synodzie przeciw bogomiłom.